# Wim Jaspers
W.C.P.H. (Wim) Jaspers (27 april 1961) is een Nederlands politicus. Hij is sinds 13 juni 2023 lid van de Eerste Kamer der Staten-Generaal namens de BoerBurgerBeweging. Eerder was hij lokaal actief voor de partijen Lijst Someren-Heide en Werken aan Water.

## Loopbaan
Jaspers is zestien jaar lid van het hoofdbestuur van de Koninklijke Vereniging 'Het Nederlandse Trekpaard en de Haflinger' (KVTH) en heeft samen met een broer ruim dertig jaar een boerderij gehad met varkens en melkvee. Vanaf 2004 werkte hij op een boomkwekerij. Daarnaast zat hij vijftien jaar lang in het bestuur van de ZLTO afdeling Someren.

### Politiek
Jaspers is negen jaar gemeenteraadslid geweest in de gemeente Someren, namens de Lijst Someren-Heide (LSH). Daarna werd hij van 2010 tot 2014 wethouder van de gemeente. Ook was Jaspers zes jaar lang lid van het algemeen bestuur van het waterschap De Dommel. Hij is lid van de waterschapspartij Werken aan Water. Voor de Lijst Someren-Heide zit Jaspers sinds 1 november 2021 in het bestuur.
Bij de Tweede Kamerverkiezingen 2021 stond Jaspers op de vijfde plaats van de kandidatenlijst van de BoerBurgerBeweging en behaalde 1505 stemmen. Gezien de partij één zetel haalde, kwam hij niet in de Kamer. Op 1 juni 2021 trad hij toe tot het bestuur van de partij. In juni 2023 werd hij Eerste Kamerlid als nummer 12 op de kandidatenlijst, nadat de partij zestien zetels had gewonnen bij de Eerste Kamerverkiezingen. In de Eerste Kamer is hij lid van de commissies Infrastructuur, Waterstaat en Omgeving (IWO) en Landbouw, Natuur en Voedselkwaliteit (LNV). Ook is hij deel van de delegatie naar het Benelux-parlement.